# آلبین
| سامانه  | ردیف    | اشکوب      | سن (میلیون سال) |
| ------- | ------- | ---------- | --------------- |
| پالئوژن | پالئوسن | دانین      | → پس از آن      |
| کرتاسه  | پسین    | ماستریختین | ۶۶–۷۲,۱         |
| کرتاسه  | پسین    | کامپانین   | ۷۲,۱–۸۳,۶       |
| کرتاسه  | پسین    | سانتونین   | ۸۳,۶–۸۶,۳       |
| کرتاسه  | پسین    | کنیاسین    | ۸۶,۳–۸۹,۸       |
| کرتاسه  | پسین    | تورونین    | ۸۹,۸–۹۳,۹       |
| کرتاسه  | پسین    | سنومانین   | ۹۳,۹–۱۰۰,۵      |
| کرتاسه  | پیشین   | آلبین      | ۱۰۰,۵–~۱۱۳      |
| کرتاسه  | پیشین   | آپتین      | ~۱۱۳–~۱۲۵       |
| کرتاسه  | پیشین   | بارمین     | ~۱۲۵–~۱۲۹,۴     |
| کرتاسه  | پیشین   | هاتریوین   | ~۱۲۹,۴–~۱۳۲,۹   |
| کرتاسه  | پیشین   | والانجینین | ~۱۳۲,۹–~۱۳۹,۸   |
| کرتاسه  | پیشین   | بریاسین    | ~۱۳۹,۸–~۱۴۵     |
| ژوراسیک | پسین    | تیتونین    | → پیش از آن     |

آلبین (انگلیسی: Albian) در مقیاس زمانی زمین‌شناسی، اشکوب بالایی یا آخرین عصر از دور کرتاسه پیشین به‌شمار می‌رود. آلبین در ستون چینه‌شناسی پس از اشکوب آپتین و پیش از سنومانین جای می‌گیرد. عصر آلبین از حدود ۱ ± ۱۱۳ میلیون سال پیش آغاز شده و تا حدود ۰٫۹ ± ۱۰۰٫۵ میلیون سال پیش ادامه یافت.

## نام‌گذاری
نام اشکوب بریاسین از نام رود اوب در فرانسه گرفته شده است. این نام در سال ۱۸۴۲ توسط آلسید دو اوربیگنی پیشنهاد شد.